# Christoph Brumme
Christoph D. Brumme (* 11. November 1962 in Wernigerode) ist ein deutscher Schriftsteller und Essayist.

## Leben
Christoph Brumme wurde 1962 in Wernigerode geboren. Er absolvierte eine Lehre als Eisenbahner, diente drei Jahre bei der NVA, arbeitete am Theater Eisleben, studierte Philosophie und arbeitete ab 1991 freiberuflich als Schriftsteller und Essayist in Berlin-Prenzlauer Berg. Seit dem Frühjahr 2016 lebt er zusammen mit seiner ukrainischen Familie in der zentralukrainischen Stadt Poltawa, und seine Werke werden dadurch stark beeinflusst. Von dort berichtet er in jüngster Zeit vor allem für die Neue Zürcher Zeitung über die Wahlen oder über Politik und Gesellschaft in der Ukraine.
In den Jahren 1994, 1997 und 2002 erschienen seine Romane Nichts als das (Gatza-Verlag), Tausend Tage (Kiepenheuer & Witsch) und Süchtig nach Lügen (S. Fischer Verlag), 2010 der Roman Der Honigdachs. Sein Reisebericht Auf einem blauen Elefanten – 8353 Kilometer mit dem Fahrrad von Berlin an die Wolga und zurück erschien 2009 im Dittrich Verlag. Brumme fuhr sechsmal mit dem Fahrrad von Berlin an die Wolga und zurück – insgesamt mehr als 40.000 Kilometer. 
Seine Romane Süchtig nach Lügen und No (Nichts als das) wurden vom MDR mit Julia Jäger, Jan Josef Liefers und Corinna Harfouch als Hörspiele produziert.
Er verfasste Sozialreportagen, politische Kommentare und Essays über Literatur, insbesondere über Franz Kafka, William Faulkner, Isaak Babel und Dostojewskij. Seine Artikel erscheinen in akzente, Berliner Zeitung, der Freitag und Frankfurter Rundschau, Porträts und Interviews u. a. in Moskauer Deutsche Zeitung, neue deutsche literatur, im Mitteldeutschen Rundfunk, Westdeutschen Rundfunk, Norddeutschen Rundfunk und Saarländischen Rundfunk. In seinem Blog veröffentlicht er zeitkritische Essays insbesondere über Osteuropa, kommentiert die Medienberichterstattung, die Lage der Nation (und seine eigene), philosophiert über Literatur, Ökonomie und den Sinn des Lebens.
Er ist bekannt für seine hohe, sprachökonomische Erzählkunst und seine genaue Beobachtungsgabe. Prägend für seine Romane ist das fast protokollartige Erzählen von Schlüsselmomenten. Es entsteht ein scheinbar objektives Erzählen, das aber gerade durch die Genauigkeit der Sprache beim Leser intensive Gefühle erzeugt.
Während des russischen Überfalls auf die Ukraine 2022 befand sich Brumme in seiner Wahlheimat Poltawa. Er schrieb über den russischen Präsidenten Wladimir Putin, dies noch vor der Invasion: „Zwei, drei Lügen pro Satz, das ist für ihn normal.“ Nicht die Macht in Kiew sei illegitim, sondern Putins eigene: „Er ist ganz normal verrückt.“ In der NZZ am Sonntag schreibt er wöchentlich, wie er den Krieg in Poltawa erlebt.

## Auszeichnungen
- 1995: Alfred-Döblin-Stipendium
- 1997: Literaturstipendium Kulturfonds Berlin
- 1998: Literaturstipendium Freistaat Bayern, Internationales Künstlerhaus Villa Concordia Bamberg
- 1996, 1999, 2002: Arbeitsstipendien des Deutschen Literaturfonds
- 2008: Literaturstipendium des Berliner Senats

## Werke
- 1994: Nichts als das. Gatza, Berlin, ISBN 3-928262-18-1.
- 1994/2008: No. Dittrich, Berlin, ISBN 978-3-937717-23-4 (WG 1 112). Als Hörbuch mit Corinna Harfouch, Regie: der Autor.
- 1997: Tausend Tage. Kiepenheuer und Witsch, Köln, ISBN 3-462-02631-3.
- 2002: Süchtig nach Lügen. Kiepenheuer und Witsch, Köln, ISBN 3-462-03131-7. 2004 wurde von MDR FIGARO eine Bearbeitung von Leonhard Koppelmann unter der Regie desselben mit Julia Jäger und Jan Josef Liefers als Hörspiel produziert.
- 2009: Auf einem blauen Elefanten. Dittrich, Berlin, ISBN 978-3-937717-32-6.
- 2010: Der Honigdachs. Dittrich, Berlin, ISBN 978-3-937717-50-0.
- 2014: 111 Gründe, das Radfahren zu lieben. Vom Rausch der Geschwindigkeit, dem Geheimnis der Langsamkeit und dem Wissen, dass das Glück zwei Räder hat. Schwarzkopf & Schwarzkopf, Berlin, ISBN 978-3-86265-360-7.
- 2014: Ein Gruß von Friedrich Nietzsche. C. H. Beck, München, ISBN 978-3-406-66759-6.
- 2014: 111 Gründe, Schach zu lieben. Eine Hommage an das königliche Spiel. Schwarzkopf & Schwarzkopf, Berlin, ISBN 978-3-86265-433-8.
- 2019: 111 Gründe, die Ukraine zu lieben. Eine Liebeserklärung an das schönste Land der Welt. Schwarzkopf & Schwarzkopf, Berlin, ISBN 978-3-86265-796-4.
- 2022: Im Schatten des Krieges

## Hörspiele
- Süchtig nach Lügen (MDR 2004, Regie: Leonhard Koppelmann)